# Всемирная выставка (1910)
Всемирная выставка 1910 года проходила в Брюсселе, Бельгия, и длилась с 23 апреля по 1 ноября:206. Тогда прошло 13 лет с момента окончания предыдущей всемирной выставки в Брюсселе.
На выставке побывало 13 млн посетителей, площадь выставки составила 220 акров (890 308 м²). Убыток выставки — 100 000 бельгийских франков:415.
Выставка проходила в основном в центральной части Брюсселя, на Горе искусств, позже это здание было серьёзно разрушено во время «брюсселизации».

## Участвующие страны
В выставке участвовали 26 стран, в том числе Франция:209 и Германия (атташе рейхскомиссаров Генрих Альберт).

## Экспонаты
В разделе изобразительного искусства находилось современное (для того времени) искусство. Оно было создано французскими художниками, было представлено три работы Моне, Родена и Ренуара и две работы Матисса:209. Также участвовали бельгиец Алоис Будри, получивший серебряную медаль, и француз Адриен Карбовски.
Был представлен алтарь одной из церквей.
Бельгийский инженер показал свой новый тихоокеанский локомотив.
14 августа произошёл большой пожар, который уничтожил несколько павильонов. Пожар продолжался и 15 августа.

## Наследие
Отель Astoria был построен для проведения ярмарки, сейчас является охраняемым памятником.